# 王復 (正統進士)
王復（1416年—1485年），字初陽，順天府固安縣（今河北省廊坊市固安縣）沙垡屯人。明朝政治人物，正统辛酉举人、联捷壬戌進士。成化年間官至工部尚書。

## 生平
王復天性寬厚，沈靜寡言。三歲喪母，侍奉繼母亦十分孝順。王復少年時即博聞強記，得到知縣劉敬賞識，入縣學。正統六年（1441年）中順天鄉試第十一名舉人，正統七年（1442年）聯捷進士。正統九年（1444年），授刑科給事中。史稱其“聲容宏偉，善敷奏” 。升任通政參議。土木之變後，瓦剌部也先挾持被俘的明英宗進犯京師，邀請大臣出迎，眾人畏懼，王復請求前往，於是改官右通政，假充禮部侍郎，與中書舍人趙榮偕同。敵人出刀要挾，王復不為所動。歸返後，仍任通政，遷通政使。
天順年間，歷任兵部左侍郎、右侍郎。成化元年（1465年），進兵部尚書，經略北疆，屢出良策，「在邊建置，多合機宜。」還朝之後，自言不善治兵，皇上特命白圭代其職務，改任工部尚書，聲名更勝過在兵部之時。成化十四年，加太子少保。
王復在工部任職十二年，多有建樹。後發生災異，有言官指責其衰老，於是請求退休，未獲批准。過了兩個月，又被宦官汪直攻訐，奉旨致仕歸里。卒贈太子太保，謚莊簡。崇祀固安鄉賢祠。《明史》有傳。

## 家族
父王騏，官至裕州同知。子瑁、琛、璟，孫鸃、曾孫采，皆得以進入國子監讀書。

## 外部連結
- 王復 （页面存档备份，存于） 中研院史語所

| 官衔        | 官衔                        | 官衔        |
| ----------- | --------------------------- | ----------- |
| 前任： 王竑 | 明朝兵部尚書 1465年－1467年 | 繼任： 白圭 |
| 前任： 白圭 | 明朝工部尚書 1467年－1479年 | 繼任： 劉昭 |